# Не дыши 2
«Не дыши 2» (англ. Don't Breathe 2) — американский фильм в жанре триллера и ужасов режиссёра Родо Сайягеса, сиквел фильма «Не дыши» 2016 года. Главную роль в фильме исполнил Стивен Лэнг.  Фильм вышел 13 августа 2021 года.

## Сюжет
Фильм начинается с кадра дома, охваченного пожаром. Девочка, очевидно спасшаяся из огня, выбегает на дорогу и теряет сознание.
8 лет спустя.
Норман Нордстром (Стивен Лэнг) живет в отдалённой хижине, где воспитывает свою дочь Феникс (Мэдлин Грэйс), якобы потерявшую мать после пожара. Норман не позволяет дочери учиться в обычной школе и покидать дом без нужды, считая, что так он оберегает её.
Несмотря на недовольство, Норман всё же отпускает Феникс поехать погулять вместе с шерифом Эрнандес (Стефани Арсила). На заправке по телевизору объявляется, что из тюрьмы сбежал человек, который руководит преступной группировкой по торговле человеческими органами. Там же в туалете к Феникс пристаёт с вопросами парень по имени Райлан (Брендон Секстон III), но за неё заступается Шэдоу, сторожевой пёс Нормана. Эрнандэс отвозит Феникс домой, но за ними вслед отправляются бандиты. Чуть позже Джим, один из бандитов, убивает Эрнандес, чтобы устранить единственного свидетеля, которая видела, как они остановились у дома Нормана.
После этого по приказу Райлана в дом Нормана проникают трое его людей с целью похитить Феникс. Они убивают сторожевого пса и отвлекают Нормана, вынуждая его выйти во двор. Феникс, заметив чужих в доме, пытается убежать, но её ловят и похищают. Норман, пытаясь спасти Феникс, ранит Джима и убивает в схватке Дюка (Рокки Уильямс) и Джареда (Бобби Шофилд). Райлан натравливает на Нормана свою собаку и поджигает дом. Израненный и избитый Норман выживает и сдруживается с псом Райлана, чтобы он помог найти и спасти его дочь.
Райлан тем временем, находясь с Феникс в наркопритоне, рассказывает, что её на самом деле зовут Тара. Он говорит ей, что это он её настоящий отец, но по несправедливости его признали виновным в пожаре в доме, из-за чего тот сел за решётку. После пожара её подобрал и приютил Норман, но Райлан уверяет дочь, что все его рассказы о её прошлом были ложью, и он забрал её, чтобы спасти из плена, в котором её держал Норман. Феникс поверила словам Райлана, и после этого он знакомит её с Жозефиной (Фиона О'Шонесси), её биологической матерью. Феникс видит, что она сидит в инвалидной коляске, и начинает за неё переживать. Райлан намекает Феникс, что только она может спасти Жозефину, и просит её помочь матери.
Впоследствии оказывается, что Райлан вовсе не спасал свою дочь: она была нужна ему и Жозефине как донор. После взрыва в их нарколаборатории, вызвавшего пожар, сердце Жозефины пострадало, и ей нужна пересадка.
Пёс Райлана приводит Нормана прямо в наркопритон в тот момент, когда хирург (Стефан Родри) уже собирался начать вскрытие. Он обесточивает здание, делая всю дальнейшую операцию невозможной. Джим, который спустился, чтобы проверить электрощиток, попадает в ловушку Нормана и погибает от его рук. Райлан приказывает Раулю (Кристиан Сахиа) и всем его людям спуститься вниз, чтобы те нашли и устранили Нормана. Когда к нему спускаются четверо, Норман лежит на полу в воде. Трое из них ступают на воду и медленно подходят к Норману. Норман, почувствовав волны воды от шагов и поняв, сколько их и где они располагаются, точными выстрелами убивает всех троих. Однако сам Рауль остался в живых, так как он стоял на месте и не издал ни единого звука. Норман, услышав, как Рауль спускает пистолет с предохранителя, уже приготовился к смерти, но Рауль отпускает его, сказав, что ему не нравится, что они хотят убить девчонку, и подсказывает ему, где лестница, которая приведёт Нормана прямо к ним.
Райлан и Жозефина пристёгивают наручниками Феникс, которая была усыплена наркозом, к руке Жозефины и пытаются бежать вместе с хирургом через комнату, в которой располагался заброшенный бассейн, но Норман, забежав в эту комнату, убивает хирурга и распыляет дым из баллончиков. Ничего не видящий в сплошном дыму Райлан вступает в схватку с Норманом, которая заканчивается тем, что Райлан случайным выстрелом из пистолета насмерть ранит Жозефину, а Норман выдавливает ему глаза. Феникс выходит из-под наркоза и, чуть не погибнув от падения с мёртвой Жозефиной в пустой бассейн, выбирается из него и пытается подойти к Норману, но тот её останавливает. Он велит Феникс уйти, говоря, что сказанное Райланом — правда, и рассказывает ей о всех его злодеяниях, которые он совершил в прошлом. Феникс убегает, и Норман начинает плакать. Ничего не подозревающий, он вдруг получает от ослепшего Райлана ножом удар в спину. Райлан подставляет нож к горлу Нормана и собирается его добить, но вовремя подоспевшая Феникс подбирает мачете и ударом в спину убивает Райлана. Она подбегает к Норману и обещает спасти его, но Норман, сказав: «Ты уже спасла», возможно, умирает.
В финальной сцене она приходит в приют и подходит к играющим там детям. Она спрашивает у Билли (Диана Бабницова), есть ли у них свободное место, на что Билли с радостью даёт утвердительный ответ. На вопрос Билли о её имени, она отвечает, что её зовут Феникс. Это является намёком зрителю, что она отреклась от всего рассказанного Райланом и оставила имя, которое дал ей Норман — отец, хоть и не настоящий, но признанный и любимый ей.
В сцене после титров пёс Райлана подбегает к телу Нормана и облизывает его руку. Норман сгибает палец.

## В ролях
- Стивен Лэнг — Норман Нордстром / «Слепой/Дед»[6]
- Мэдлин Грэйс — Феникс
- Брендан Секстон III — Райлан
- Адам Янг — Джим
- Рокки Уильямс — Дюк
- Бобби Шофилд — Джаред
- Кристиан Сахиа — Рауль
- Стефани Арсила — Шериф Эрнандес
- Фиона О’Шонесси — Жозефина
- Стефан Родри — Хирург
- Диана Бабницова — Билли

## Производство

### Разработка
В ноябре 2016 года сценарист фильма «Не дыши» Феде Альварес объявил, что сиквел находится в разработке, и что он станет его режиссёром. В ноябре 2018 года Альварес сообщил, что сценарий к фильму уже готов. В январе 2020 года стало известно, что режиссёром фильма «Не дыши 2» станет Родо Сайягес, который вместе с Альваресом написал сценарий. Фильм станет режиссёрским дебютом Сайягеса.

### Съёмки
Изначально планировалось начать съёмки в апреле 2020 года, но начало съёмок было перенесено из-за пандемии COVID-19.
Съёмки фильма начались 7 августа 2020 года в Белграде (Сербия). Оператором фильма стал Петро Луке, ранее снявший первый фильм. 8 октября 2020 года съёмки были завершены.

## Премьера
Премьера фильма состоялась 13 августа 2021 года, дистрибьютором стала компания Sony Pictures Releasing.